# Coprococcus catus
Coprococcus catus es una bacteria grampositiva del género Coprococcus. Fue descrita en el año 1974. Su etimología hace referencia a listo. Es anaerobia estricta e inmóvil. Tiene un tamaño de 0,8-1,9 μm de diámetro. Suele crecer en parejas que forman cadenas. Forma colonias circulares, opacas, lisas y blancas. Temperatura óptima de crecimiento de 37 °C. Se ha aislado de heces humanas. 